# Judita Šalgo
Judita Šalgo (1941 — 1996) bila je jugoslovenska književnica. Pisala je i eseje i prevodila sa engleskog i mađarskog jezika.

## Biografija
Rođena je u Novom Sadu, kao Judita Manhajm, od roditelja Jevreja – činjenica koja će umnogome uticati na njen život i njenu književnost. Početkom Drugog svetskog rata, njen otac biva odveden u logor u Mađarskoj (ubijen je 1942.g), a 1944. i majku odvode u logor u Nemačkoj. Majka je, kako bi je zaštitila, ostavlja u Malom Iđošu kod „tetka Anuške“, Mađarice, koja ju je čuvala do povratka majke i koju je ova zvala mamom („Ako je mati zamenjiva, onda je sve na svetu zamenjivo, pa i ja sama i sve što čini moj identitet“). Nakon rata i povratka u Novi Sad, majka se preudaje a Judita dobija prezime Šalgo. Maternji jezik bio joj je mađarski, pa tek polaskom u školu uči srpski (otuda pisanje književnosti kao „trajne potrebe da se osvaja jezik kao što se osvaja tvrđava“). Studije završava u Beogradu, na Opštoj kniževnosti, 1966. Vraća se u Novi Sad i udaje za Zorana Mirkovića 1967. Bila je urednica Tribine mladih (jednog od centara tadašnje eksperimentalne umetničke scene), a kasnije urednica Matice srpske. Sa obe pozicije smenjena je, najverovatnije iz političkih razloga. Umrla je od raka, 1996. u Novom Sadu.
2014. jedna ulica u Veterniku pored Novog Sada dobila je ime po Juditi Šalgo.

## Nagrade
- Nagrada „Miloš Crnjanski”, za roman Trag kočenja, 1987.
- Nagrada „Karolj Sirmai”, za zbirku priča Da li postoji život, 1997.
- Nagrada za životno delo Društva književnika Vojvodine, 1998.

## Dela
Judita Šalgo pisala je poeziju, priče i romane. Početak njenog umetničkog stvaralaštva vezan je za talas vojvođanske neoavangarde (nazivane još i drugom linijom ili novom umetničkom praksom), koja se javila šezdesetih i sedamdesetih godina dvadesetog veka, kao alternativa dominantnom diskursu umerenog modernizma u Jugoslaviji. Uticaj neoavangarde ogleda se u žanrovskoj otvorenosti i jezičkom eksperimentisanju u pre svega (ali ne samo) u Juditinoj poeziji. Kasnije se okreće prozi, i u romanima je dominantan upliv postmodernističke poetike, za koju je najbolji primer roman Put u Birobidžan, Juditino najpoznatije i, po mnogima, najbolje delo. Bavila se i feminističkim pitanjima i temama, mada se nikada javno nije izjašnjavala kao feministkinja.
Osim ovih dela, objavljene su i pojedinačne priče, pesme i eseji, najviše u časopisima Polja i Letopis Matice srpske.
Poezija
- Obalom, 1962. zbirka pesama
- 67 minuta naglas, 1980. zbirka pesama
- Život na stolu, 1986. zbirka pesama

Proza
- Trag kočenja, 1987. roman
- Da li postoji život, 1995. zbirka priča
- Put u Birobidžan, 1997. nedovršeni roman (priredio Vasa Pavković)
- Kraj puta, 2004. nedovršeni roman (drugi deo Puta u Birobidžan, priredio Vasa Pavković)

## Literatura
- Silvia Dražić, Stvarni i imaginarni svetovi Judite Šalgo, Novi Sad, 2013.